# Down in the Valley (ópera)
Down in the Valley es una ópera-folk en un acto con música de Kurt Weill y libreto de Arnold Sundgaard, inicialmente compuesta y concebida para la radio en 1945 luego reescrita y producida en 1948. 
Usa tonadas famosas estadounidenses para hacer avanzar la historia (incluyendo "Down in the Valley", "The Lonesome Dove", y "Hop Up, My Ladies") y conectada por música coral original. Esta breve ópera, originalmente con una duración de sólo alrededor de 20 minutos, fue concebida como la primera de una serie de óperas de radio por Olin Downes, el crítico musical de The New York Times, y un hombre de negocios llamado Charles McArthur. La idea de la radio al final se desestimó por falta de un espónsor, aunque Maurice Abravanel dirigió una grabación de audio que nunca fue retransmitido. Hans Heinsheimer, el director de publicaciones en Schirmer, se acercó a Weill con una petición para una ópera escolar como Der Jasager para que lo produjera el departamento de ópera de la Escuela de Música de la Universidad de Indiana. Weill expandió y simplificó Down in the Valley a una versión de cuarenta minutos, y la versión revisada tuvo su estreno mundial en esa universidad en Bloomington, Indiana en 1948, dirigida por Hans Busch (hijo de Fritz Busch) y dirigida por Ernst Hoffmann. La esposa de Alan Jay Lerner, Marion Bell, interpretó a Jennie. La pieza se retransmitió pronto a través de la radio NBC. En 1950, fue retransmitida por la televisión NBC. Posteriormente se produjo en julio de 1952 en Provincetown, Nueva York en el Provincetown Playhouse, dirigida por Tony Randall.